# Mary Sue
Mary Sue, a volte abbreviato in Sue, è un termine adoperato per descrivere un personaggio immaginario, solitamente il protagonista della vicenda e in genere femminile (per i personaggi maschili solitamente si adopera Gary Stu o Marty Stu), che si attiene alla maggior parte dei cliché letterari più comuni, ritratto con un'idealizzazione eccessiva, privo di difetti considerevoli e le cui capacità e abilità eccezionali non ricevono alcun tipo di spiegazione, o, nei rari casi in cui spiegati, la giustificazione è debole e vaga, e si traduce nella volontà di autocompiacimento dei desideri dell'autore. Mentre l'etichetta "Mary Sue" in sé proviene da una parodia di questo tipo di personaggio, la maggior parte di quelli identificati come "Mary Sue" dai lettori non sono riconosciuti dai loro autori in quanto tali.
Mentre il termine è limitato generalmente ai personaggi ideati dai fan e il suo uso più comune è all'interno di comunità dedite alla fanfiction e riferito proprio a opere di fanfiction, capita anche che i protagonisti appartenenti al canone siano criticati e considerati Mary Sue.
Nel corso degli anni, il termine Mary Sue si è esteso anche al mondo dei cartoni animati, dove sempre più spesso i personaggi protagonisti dimostrano caratteristiche come abilità e poteri esagerati, di gran lunga superiori a qualunque altro personaggio presente nell'opera. In alcuni casi l'esagerazione è ricercata per ottenere effetti comici: ad esempio Saitama, protagonista di One-Punch Man, può essere considerato come la parodia supereroistica di un Gary Stu.
Non sempre i Mary Sue sono odiati dai fan, nonostante il nome sia spesso associato a personaggi scritti male.

## Etimologia
Nel 1973 Paula Smith scrisse A Trekkie's Tale, un racconto parodistico ispirato alla serie TV Star Trek e pubblicato sul numero 2 della sua fanzine Menagerie. Il personaggio principale del racconto era il Tenente Mary Sue, descritta come «il più giovane tenente della Flotta - appena quindici anni e mezzo». La storia prendeva bonariamente in giro i personaggi delle fanta-fiction su Star Trek scritte in quel periodo, irrealistiche materializzazioni di desideri adolescenziali.
Tali personaggi erano, in generale, originali (non in canone) e adolescenti di sesso femminile che avevano flirt romantici con i protagonisti adulti in canone. Inoltre possedevano abilità e le caratteristiche non realistiche, improbabili e spesso esotiche, del tutto inaspettate e fuori luogo per un personaggio della data serie.
Col tempo il concetto della Mary Sue si è espanso per includere quasi tutti quei personaggi, surrogati dell'autore e altamente idealizzati, che svolgono un ruolo importante nella trama, particolarmente coloro che mettono in secondo piano i protagonisti canonici per via del loro particolare talento o altre caratteristiche.
Il termine prese piede al di fuori di Star Trek verso la fine degli anni 1990, soprattutto su Internet, ed è comparso anche in riferimento a romanzi e film, e non solo a fanfiction.

## Connotazione
In un personaggio Mary Sue è sottintesa la manifestazione dei desideri dell'autore e per questo viene spesso confuso con l'inserimento di quest'ultimo nella storia, ma il vero inserimento dell'autore è dichiarato e palese, mentre i Sue sono "rappresentazioni" d'altro tipo, perlopiù un personaggi monodimensionali, poco sviluppati, troppo potenti e troppo perfetti per risultare simpatici ai lettori.
Il termine si può associare anche a:
- personaggi con caratteristiche particolarmente innaturali. Tra queste le più comuni sono occhi e capelli di colori inesistenti, poteri magici o abilità sovrumane (quando in contesto, poteri e abilità superiori a qualsiasi altro personaggio), oggetti o animali non realistici e/o un passato incredibilmente tragico.
- personaggi dotati di fortuna incredibile, molto al di sopra di ogni realistica possibilità. Questa caratteristica si nota soprattutto nelle trame romantiche (Mary Sue alla fine riesce a trovare il suo uomo) e avventurosi (Mary Sue sa sempre che cosa fare e vince ogni combattimento) e per quanto riguarda la popolarità (le persone "giuste" saranno sempre intorno a lei). Questo non riguarda coloro che dopo grandi fatiche "vivranno felici e contenti", ma proprio coloro che non affrontano nessun pericolo o quasi.
- personaggi oggetto di ovvio favoritismo da parte dell'autore, che fornisce loro un ruolo molto preminente (tipico di una Mary Sue è il rubare continuamente la scena ai protagonisti ufficiali e "canonici") e ne sottolinea ripetutamente i meriti, per bocca del narratore o degli altri personaggi della storia.